# Chrysogorgia delicata
Chrysogorgia delicata is een zachte koraalsoort uit de familie Chrysogorgiidae. De koraalsoort komt uit het geslacht Chrysogorgia. Chrysogorgia delicata werd in 1908 voor het eerst wetenschappelijk beschreven door Nutting.